# Бото фон Потенщайн
Бото фон Потенщайн (на немски: Boto von Pottenstein; * 1028; † 1 март 1104 в Ботенщайн, Швейария) е последният мъжки представител от род Арибони, граф на Потенщайн (във Франконска Швейцария) и пфалцграф на Каринтия.
Той е син на пфалцграф Хартвиг II (985 – 1027), пфалцграф на Бавария, и съпругата му Фридеруна, дъщеря на граф Ретинг и на Глисмод от род Имединги, по майчина линия племенница на епископ Майнверк от Падерборн. Брат е на Арибо II (1024 – 1102), пфалцграф на Бавария (1041 – 1055).
През 1053 г. Бото (Пото) и брат му Арибо се присъединяват към херцог Конрад I от Бавария и херцог Велф III от Каринтия в заговора против император Хайнрих III. През 1055 г. заради предателство Арибо е свален като пфалцграф. На имперското събрание в Регенсбург той и брат му са осъдени и им вземат собственостите, които получава Куно фон Рот.
Бото и брат му Арибо основават около 1070 г. манастир Милщат (при Шпитал, Каринтия).
След смъртта на Бото замъкът Потенщайн отива на епископа на Бамберг.

## Фамилия
Бото фон Потенщайн се жени сл. 15 декември 1055 г. за Юдит фон Швайнфурт († 1 март 1104), вдовица на Конрад I († 1053), херцог на Бавария, дъщеря на маркграф Ото фон Швайнфурт, херцог на Швабия (995 – 1057) и Ирмингард (Имила) от Торино († 1077/1078) от род Ардуини, дъщеря на Оделрик Манфред II (маркграф на Торино) и Берта д’Есте от род Отбертини. Те имат една дъщеря:
- Аделаид/Аделаида фон Потенщайн († сл. 13 август 1106), омъжена за граф Хайнрих I фон Лимбург (1060 – 1119), херцог на Долна Лотарингия (1101 – 1106)